# (2190) Кубертен
(2190) Кубертен (лат. Coubertin) — типичный астероид главного пояса, открыт 2 апреля 1976 года советским астрономом Николаем Черных в Крымской астрофизической обсерватории и 1 июня 1980 года назван в честь барона Пьера де Кубертена.

## Обнаружение и именование
(2190) Кубертен
Открыт 2 апреля 1976 года в Крымской астрофизической обсерватории Н. С. Черных.
Назван в память о Пьере де Кубертене (1863—1937), выдающемся французском общественном деятеле, педагоге, историке и литераторе. Он был ответственен за возрождение Олимпийских игр, и название предложено первооткрывателем в связи с XXII Олимпийскими играми в Москве.
Оригинальный текст (англ.)2190 Coubertin
Discovered 1976 Apr. 2 by N. S. Chernykh at the Crimean Astrophysical Observatory.
Named in memory of Pierre de Coubertin (1863—1937), a prominent French public figure, teacher, historian and man of letters. He was responsible for the renaissance of the Olympic Games, and the name is suggested by the discoverer in connection with the 22nd Olympic Games in Moscow.
Источники: DISCOVERY.DB; M.P.C. 5360.

## Орбита

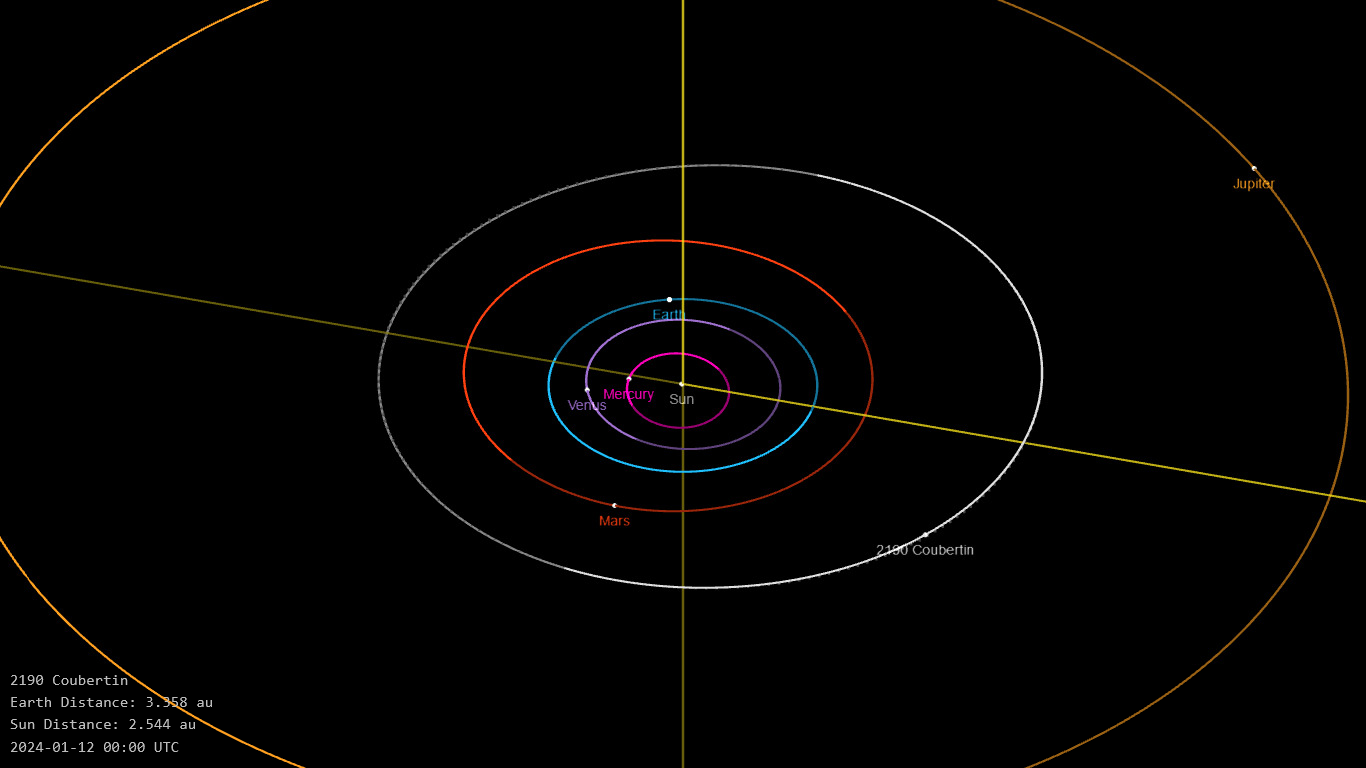
Орбита астероида Кубертен и его положение в Солнечной системе

## Физические характеристики
Астероид относится к таксономическому классу S.
По результатам наблюдений в видимом и ближнем инфракрасном диапазоне космического телескопа NEOWISE и наблюдений в инфракрасном диапазоне спутника Akari диаметр астероида оценивался равным 14,853±0,119 км, 16,20±0,36 км, 15,59±5,29 км, 8,85±2,49 км, 15,069±4,084 км, 13,65±3,99 км, 14,34±5,36 км и 14,97±4,55 км, 15,84±4,96 км. Согласно тем же источникам альбедо оценивается как 0,0453±0,0023, 0,069±0,003, 0,04±0,04, 0,09±0,05, 0,0408±0,0254, 0,045±0,002, 0,050±0,059, 0,045±0,072 и 0,033±0,023, 0,036±0,060.